# Пономарёв, Евгений Петрович
Евгений Петрович Пономарев (4 февраля 1852 — 3 февраля 1906), русский сценограф

 и либреттист
.

## Биография
С 1869 по 1882 год учился в Петербургской Академии художеств. За время учёбы получил медали: 2 серебряные в 1876 году, 2 серебряные в 1877 году и 2 серебряные в 1878 году. В 1882 году получил звание классного художника 3 степени. После окончания Академии художеств первое время работал в качестве художника в журнале «Живописное обозрение стран света» и других периодических изданиях. 
С 1887 года служил художником при петербургской Дирекции Императорских театров, где занимал должность заведующего постановками по костюмной части. 
Во время его работы ещё не практиковался метод создания единого художественного образа спектакля. Разные акты оформлялись разными художниками, а костюмы делал другой художник. Таким образом, над одним спектаклем одновременно трудился целый ряд художников. В этой системе разделения труда Е. П. Пономарёв в основном создавал сценические костюмы для постановок в Мариинском и Эрмитажном театрах, спектаклей в Петергофе, Мраморном дворце, Большом театре в Москве. Пономарёв участвовал в постановке пьес в так называемых «Измайловских досугах» (1895—1902). По его рисункам было исполнено много костюмов для грандиозного бала-маскарада 1903 года в Эрмитаже. Его костюмы отличались тщательной проработкой цветового решения, стремлением к роскоши и фееричности, однако часто он достигал исторической достоверности.
Пономарёв занимался историей русского костюма: последние шесть лет жизни особенно усиленно изучал материалы, предполагая представить свой труд Академии наук на соискание Уваровской премии.
Пономарёву принадлежат либретто нескольких опер, в частности, оперы «Франческа да Римини» Э. Направника.

## Костюмы Пономарёва к операм
- 1886 — опера М. И. Глинки «Руслан и Людмила», либретто В. Ф. Ширкова по одноимённой поэме А. С. Пушкина
- 1890 — первая постановка оперы П. И. Чайковского «Пиковая дама» (по одноименной повести А. С. Пушкина), либретто М. И. Чайковский.
- 1892 — премьера оперы-балета Н.А, Римского-Корсакова «Млада», основана на древних сказаниях прибалтийских славян. постановка — Палечек.
- 1893 — опера Дж. Верди «Аида», либретто А. Гисланцони по сценарию О. Ф. Мариета.
- 1905 — первая постановка на русском языке оперы Бетховена «Фиделио», постановка — Палечек, декорации — Ламбин. В ролях: Фернандо — Григорович, Пизарро — Шаронов, Флорестан — Ершов, Леонора (Фиделио) — Черкасская, Рокко — Серебряков, Марцелина — Михайлова
- 1905 — опера Н. А. Римского-Корсакова «Снегурочка» по одноименной пьесе А. Н. Островского.

## Костюмы для балетов
- 10 ноября 1885 — балет Ц. Пуни «Дочь фараона» в 3 актах 9 картинах с прологом и эпилогом по новелле Т. Готье «Роман мумии», сценарий Ж. А. Сен-Жоржа и М. И. Петипа. Декорации от постановки 18 января 1862 года художников. А. А. Роллера и Г. Г. Вагнера, костюмы — Е. П. Пономарёва и П. Григорьева; Аспиччия — В. Цукки (позже Е. П. Соколова, М. Н. Горшенкова и др.). Возобновление спектакля 21 октября 1898 года c декорациями П. Б. Ламбин, О. К. Аллегри, И. М. Смирнов, К. М. Иванов, В. Т. Перминов; В ролях: Лорд Вильсон и Таор — П. А. Гердт, Джон Буль и Пасифонт — С. И. Лукьянов, Мумия и Аспиччия — М. Ф. Кшесинская, Король Нубии — Ф. И. Кшесинский, Фараон — Н. С. Аистов, Рамзея — А. X. Иогансон.
- 6 декабря 1887 — фантастический балет Л. Ф. Минкуса «Фиаметта», сценарий А. Сен-Леона, постановка в 4 актах балетмейстеров М. И. Петипа и Л.Иванова. Фиаметта — Э. Корнальба.
- 25 октября 1888 — балет Ц. Пуни «Катарина, дочь разбойника», в 3 актах 5 картинах. Сценарий Ж. Перро по биографии итальянского художника XVII века Сальватора Розы, балетмейстер — Э. Чеккетти, декорации — Г. Левот, М. И. Бочаров, Катарина — Л. Альджизи.
- 25 января 1889 — фантастический балет Р. Е. Дриго «Талисман» в 4 актах 7 картинах с прологом и эпилогом по сценарию К. А. Тарновского и М. И. Петипа, Мариинский театр, балетмейстер — М. Петипа, декорации — Г. Левот, И. П. Андреев, М. И. Бочаров, М. А. Шишков. Элла — Э. Корнальба.
- 19 января 1892 — балет Ж. Шнейцхоффера «Сильфида», в 2 актах по сценарию А. Нурри, Мариинский театр, балетмейстер М. И. Петипа, декорации — Г. Левот, М. И. Бочаров. В ролях: Сильфида — В. А. Никитина, Джеймс — П. А. Гердт.
- 6 декабря 1892 — балет П. И. Чайковского «Щелкунчик», либретто М. И. Петипа по сказке Э. Т. Гофмана, Мариинский театр, балетмейстер Л. И. Иванов. декорации М. И. Бочаров и К. М. Иванов, костюмы — Всеволожский и Пономарёв). В ролях Клара — Белинская, Фриц — Василий Стуколкин, Щелкунчик — С. Г. Легат, фея Драже — Дель-Эра, принц Коклюш — П. А. Гердт, Дроссельмейер — Т. Стуколкин.
- 1894 — балет-пантомима Л. Делиба «Коппелия» в 2 актах 3 картинах, по мотивам повести-сказки Э. Т. А. Гофмана «Песочный человек», сценарий Ш. Нюитера, А. Сен-Леона, Мариинский т-р, балетм. Э. Чеккетти (по Петипа), декорации И. П. Андреев, Г. Левот, П. Б. Ламбин; Сванильда — Пьерина Леньяни.
- 15 января 1895 — балет П. И. Чайковского «Лебединое озеро», Мариинский театр, балетмейстеры М. И. Петипа и Л. И. Иванов, декорации — И. П. Андреев, М. И. Бочаров, Г. Левот. В ролях: Одетта-Одиллия — П. Леньяни, Зигфрид — П. А. Гердт, Ротбарт — А. Д. Булгаков.
- 6 декабря 1895 балет Ц. Пуни «Конёк-Горбунок», по одноимённой сказке П. П. Ершова. В 4 актах 9 картинах, сценарий А. Сен-Леона, балетмейстер — декорации. К. М. Иванов, Г. Левот, П. Б. Ламбин. В ролях: Царь-девица — П. Леньяни, Иванушка — А. В. Ширяев, Хан — Ф. И. Кшесинский.
- 21 января 1896 — одноактный характерный балет И. И. Армсгеймера «Привал кавалерии», сценарий балетмейстера М. И. Петипа. Мариинский театр, декорации Г. Левот. В ролях: Тереза — П. Леньяни, Пьер — П. А. Гердт, Мария -М. М. Петипа. Уланский корнет — С. Г. Легат, Гусарский ротмистр — А. Ф. Бекефи, Гусарский полковник — С. И. Лукьянов, Уланский офицер — И. Ф. Кшесинский.
- 21 января 1896 — анакреонтический балет в 2 актах К. А. Кавоса «Ацис и Галатея», Мариинский театр, балетмейстер Л. И. Иванов, декорации В. Перминов. В ролях: Полифем — Н. С. Аистов, Галатея — Л. А. Рославлева, Ацис — С. Г. Легат. Гименей — О. И. Преображенская, Амур — В. А Трефилова.
- 13 января 1899 — балет А. Адана, «Корсар» по одноимённой поэме Дж. Байрона, сценарий Ж. А. Сен-Жоржа, Ж. Мазилье, Мариинский театр, в 4 актах, 5 картинах, декорации О. К. Аллефи, В.Суреньянц, С. H. Воробьёв, П. Б. Ламбин. В ролях: Медора — П. Леньяни, Конрад — П. А. Гердт.
- 17 января 1900 — одноактный балет А. К. Глазунов «Барышня-служанка, или испытание Дамиса» сценарий балетмейстера М. И. Петипа, Эрмитажный театр, декорации — П. Б. Ламбин. В ролях: Графиня Люсинда — Ж. Чеккетти, Изабелла — П. Леньяни, Маринетта — К. М. Куличевская, Дамис — П. А. Гердт, Фронтен — Н. Л. Гавликовский.
- 10 февраля 1900 (Эрмитажный театр), 13 февраля 1900 (Мариинский театр) — балет в 2 актах Р. Е. Дриго «Арлекинада», сценарий и балетмейстер М. И. Петипа, декорации О. К. Аллегри. В ролях: Кассандр- Э. Чеккетти, Коломбина- М. Ф. Кшесинская, Арлекин — Г. Г. Кякшт, Пьеретта — О. И. Преображенская, Пьеро — С. И. Лукьянов, Нотариус — А. П. Уракова.
- 7 февраля 1900 — аллегорический балет А. К. Глазунова «Времена года» в 1 акте 4 картинах, либретто балетмейстера М. И. Петипа, Эрмитажный театр., декорации П. Б. Ламбин. В ролях: Зима: Иней — А. П. Павлова, Зима — А. Д. Булгаков, Лед — Ю. Н. Седова, Град — В. А. Трефилова, Снег — М. М. Петипа; весна: Роза — О. И. Преображенская, Ласточка — В. Т. Ряхлыкова, Зефир — Н. Г. Легат; лето: Колос — М. Ф. Кшесинская, Фавн — М. К. Обухов, Сатиры — А. В. Ширяев, А. А. Горский; осень: Вакханка — М. М. Петипа, Вакх — П. А. Гердт.
- 25 января 1901 — балет Л. Ф. Минкуса «Баядерка», в 4 актах 7 картинах с апофеозом, сценарий М. И. Петипа, С. Н. Худеков. Большой театр, балетмейстер А. А. Горский, декорации Аллегри, Иванов, Квапп, Ламбин. В ролях: Никия — Л. А. Рославлева, Сочор — М. М. Мордкин, Гамзатти — С. В. Фёдорова, Великий брамин — В. Ф. Гельцер.